# El Oued
El Oued (în traducere din arabă Râul)   este un oraș  într-o oază, în partea de NE a Algeriei, aproape de frontiera cu Tunisia. Este reședința  provinciei  El Oued.